# 福井県道233号美浜停車場線
福井県道233号美浜停車場線（ふくいけんどう233ごう　みはまていしゃじょうせん）は、福井県三方郡美浜町内にある国道と駅を結ぶ一般県道である。

## 路線概要

### 路線データ
- 起点：福井県三方郡美浜町郷市（美浜駅）
- 終点：同上（国道27号交点=美浜駅交差点）
- 総延長： 0.1 km

## 道路状況
非常に短い県道で全長50m程度しかない。美浜駅の利用者か地域住民が利用するのみで、他の利用はまずない県道である。福井県道の中で屈指の短距離路線であり、地図上でも県道として示されることはほとんどない。美浜駅はJR小浜線の中では比較的利用の多い駅なので交通量は間々あるが、敦賀駅や小浜駅ほどではないのでやはり存在感の薄い県道といえるだろう。
全区間の西面が2023年開業の道の駅若狭美浜はまびよりの敷地となったが、本路線上からは歩道のみのアクセスに限られ、車両は終点から国道27号を小浜市方面へ、あるいは起点から町道を西へそれぞれ約100 m進んだ場所での出入りとなっている。

## 接続路線
- 国道27号（国道162号重複）（美浜町郷市・美浜駅交差点、終点）

## 沿線
- 美浜駅
- 道の駅若狭美浜はまびより - 登録路線は国道27号。